# Teoria spiskowa

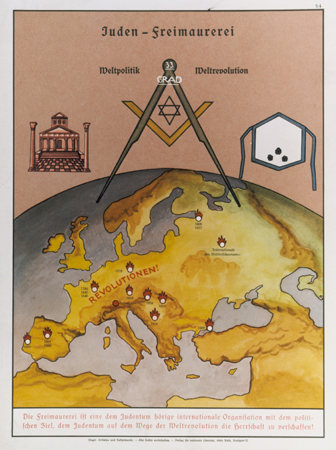
Niemiecki plakat z 1935 r. odnoszący się do teorii spiskowej jakoby wszelkie rewolucje począwszy od rewolucji francuskiej z 1789 r. po rewolucję niemiecką z 1919 r., służyły zdominowaniu świata przez masonerię sterowaną przez Żydów

Teoria spiskowa (też: konspiracjonizm) – próba wyjaśnienia genezy zdarzenia, przebiegu wydarzeń lub sytuacji, stojąca w opozycji do powszechnie uznanej wersji, wynikająca z przeświadczenia o istnieniu spisku, czyli zakamuflowanej działalności grupy osób, które rzekomo zawarły tajne porozumienie dla osiągnięcia jakiegoś celu, zatajając prawdę przed opinią publiczną.
Przykładami są tezy o dominacji ekonomicznej, politycznej i militarnej dotyczące „nowego porządku świata” (NWO), czy kwestionujące fakt lądowania człowieka na Księżycu. Kolejnym przykładem teorii spiskowych są spiskowe teorie dziejów, które starają się wyjaśniać przyczynowość procesów historycznych w sposób odmienny i krytyczny do oficjalnie uznanych (zob. rewizjonizm historyczny).

## Charakterystyka
Większość badań nad teoriami spiskowymi przeprowadzono w latach 90. XX wieku i pierwszym dziesięcioleciu XXI wieku. Teorie spiskowe łączą w sobie zwykle podobne cechy. Keeley wymienia ich 5. Do swojego zaistnienia teorie spiskowe potrzebują oficjalnej wersji wydarzeń, którą następnie teoria spiskowa może obalić. Zamysły i motywy konspiratorów są zawsze negatywne; trudno, zdaniem Keeleya, znaleźć teorię, w której konspiratorzy mieliby w sekrecie czynić coś dobrego. Sporna jest tu interpretacja słowa negatywna, bowiem jej pojęcie może się różnić w zależności np. od wyznawanej religii – osoba robiąca coś obiektywnie złego może być przekonana, że wykonuje zamysł Boga i tym samym czyni coś dobrego. Ponadto teorie spiskowe zwykle wiążą ze sobą wydarzenia niepowiązane. Zdaniem zwolenników teorii spiskowych konspiratorzy starają się ukryć informacje na temat konkretnych zdarzeń. Podstawowym materiałem, na podstawie których tworzy się teorie spiskowe, są dane błądzące (errant data) dwóch rodzajów – niewyjaśnione przez oficjalne raporty dane oraz dane, które oficjalnym raportom zaprzeczają. Uscinski i Parent wymienili 4 elementy charakteryzujące każdą teorię spiskową: dotyczą one grupy ludzi, działań prowadzonych w tajemnicy, mają na celu zmienić pewne instytucje, ukryć prawdę lub zapewnić komuś zyski oraz dotyczą działań, które prowadzone są kosztem ogółu. Teorie spiskowe dotyczą pewnych grup, ważnych wydarzeń, śmierci znanych osób czy kryzysów i epidemii. Wśród osób wierzących w teorie spiskowe występuje szczególny przykład stereotypu – stereotyp spiskowy. Zazwyczaj o stereotypach mówi się, gdy opisują one typowego członka danej grupy. Stereotyp spiskowy jest poznawczą reprezentacją zbiorowego wroga i stanowi reprezentację grupy jako całości – odrębnego bytu. To temu zbiorczemu bytowi przypisuje się działania konspiracyjne. Sam termin „teoria spiskowa” jest niemal zawsze nacechowany negatywnie, w przeciwieństwie na przykład do „teorii naukowej”. Zdaniem profesor Rebekki Moore wśród historyków używanie terminu „teoria spiskowa” służy do podkreślenia braku obiektywizmu lub fałszywości danych poglądów.
W jednym z badań autorzy zasugerowali, że teorie spiskowe przybierają formę quasi-religijną; ich treść, forma i funkcja są podobne jak w religiach, jednak brakuje im (oraz ich wyznawcom) zorganizowanej formy charakterystycznej dla instytucji religijnych.

### Zwolennicy teorii spiskowych
W 2014 nakładem Oxford University Press ukazała się książka American Conspiracy Theories autorstwa Josepha E. Uscinskiego i Josepha M. Parenta. Badacze doszli do wniosku, że zwolenników teorii spiskowych można znaleźć wśród osób w każdym w wieku, o różnej płci, narodowości, zamożności, przekonaniach politycznych, stopniu wykształcenia i statusie zawodowym. Skłonne do wiary w teorie spiskowe są, zdaniem badaczy, zarówno osoby o poglądach lewicowych, jak i prawicowych, chociaż między nimi występuje różnica. Osoby o poglądach lewicowych są bardziej skłonne wierzyć, że media i partie polityczne są sterowane przez bogatych kapitalistów i korporacje, zaś konserwatyści, że wspomniane podmioty są kontrolowane przez naukowców i lewicę. Zauważyli również, że w pewne teorie spiskowe są bardziej skłonne wierzyć osoby o określonych poglądach politycznych czy narodowości (badali między innymi białych Amerykanów i Afroamerykanów). Ponadto odnotowali, że odsetek wierzących w teorie spiskowe różni się u osób o różnym wykształceniu: wśród badanych przezeń osób, które nie ukończyły amerykańskiego odpowiednika szkoły średniej, 42% miało predyspozycje do wiary w teorie spiskowe, zaś wśród osób, które ukończyły studia, odsetek ten wynosił 23% (w 2017 ukazały się badania wyjaśniające, skąd biorą się różnice w postrzeganiu teorii spiskowych zależnie od edukacji). W jednym z badań, w którym analizowano wypowiedzi osób dyskutujących nad wydarzeniami z 11 września 2001, autorzy wywnioskowali, że osoby wierzące w teorie spiskowe nie lubią, gdy ich przekonania nazywa się w ten sposób, gdyż niesie to ze sobą społeczną stygmatyzację.

## Funkcje
Badacze myślenia spiskowego są zgodni co do funkcji pełnionych przez teorie spiskowe – pozwalają na łatwe wyjaśnienie nieprzyjemnych zdarzeń, takich jak kryzysy czy epidemie, oraz zapewniają poczucie bezpieczeństwa. Z obawą o zdrowie i życie są związane biologiczne i medyczne teorie spiskowe. Takie teorie spiskowe mogą jednak nieść negatywne konsekwencje. Przykładem są tu teorie spiskowe głoszące, jakoby wirus HIV nie był odpowiedzialny za wywoływanie AIDS, globalne ocieplenie było manipulacją, a szczepienia i genetycznie modyfikowana żywność były niezdrowe. Prowadzą one do nieefektywności działań na rzecz zdrowia publicznego, oporu przed oszczędzaniem energii i jej alternatywnymi źródłami oraz spadku wyszczepialności.

## Źródła myślenia spiskowego
Wiara w spiski zależy od różnych czynników. Im wyższe wykształcenie danej osoby, tym mniej prawdopodobne, że będzie ona wierzyć w teorie spiskowe. Dzieje się tak dlatego, że ludzie bardziej wykształceni są mniej skłonni szukać prostych rozwiązań dla skomplikowanych problemów. Wydarzenia często są skomplikowane, a relacje z ich przebiegu sprzeczne. Efekt potwierdzenia powoduje przywiązywanie większej wagi do dowodów potwierdzających wcześniejsze poglądy i ignorowanie dowodów przeczących przyjętym poglądom. Człowiek ma tendencję do odnajdowania związków i sensu w otaczającym go świecie, czasami także w przypadkowych zjawiskach (apofenia). Teoriom spiskowym sprzyja też nastawienie na proporcjonalność efektu – przekonanie, że wielkie wydarzenia są konsekwencją wielkich przyczyn. Teorie spiskowe mogą się również brać z projekcji własnej osobowości. W jednym z badań wykazano, że tym silniejsza jest wiara w teorie spiskowe, im mniejsze są zdolność do myślenia analitycznego i otwartość umysłu, a im większa jest skłonność do myślenia intuicyjnego. Do myślenia spiskowego przyczyniają się również brak poczucia bezpieczeństwa w społeczeństwie oraz przynależność do mniejszości. W badaniach czarnoskórzy respondenci chętniej wierzyli w spiski, nawet jeśli nie miały one żadnego związku z rasami. Prócz tego do myślenia spiskowego predestynują niska samoocena i zewnętrzne umiejscowienie kontroli. Według badań przeglądowych wiara w teorie spiskowe koreluje pozytywnie z wiarą w pseudonaukę, narcyzmem, religijnością, paranoją i schizotypią. Ponadto istnieje słaby negatywny związek z inteligencją. W dwóch badaniach przeglądowych nie zaobserwowano istotnych związków z Wielką Piątką cech osobowości.

## Badania nad teoriami spiskowymi
Pojęcie spiskowej teorii społeczeństwa ukuł Karl Popper w pracy Społeczeństwo otwarte i jego wrogowie opublikowanej w 1945, ale systematyczne badania nad tym zagadnieniem zaczęły być prowadzone w ostatniej dekadzie XX wieku. Między innymi za sprawą argumentów Petera Knighta na początku XXI wieku wielu badaczy zaczęło przeciwstawiać się potocznemu rozumieniu teorii spiskowych jako zawsze fałszywych i wręcz nieprawdopodobnych poglądów typowych jedynie dla słabo wykształconych albo mających zaburzenia psychiczne obywateli. W konsekwencji teorie spiskowe – nazywane też narracjami spiskowymi – obecnie rozumiane są często przez badaczy szerzej jako wyraz głębokiej nieufności w stosunku do elit.
W Polsce badania nad teoriami spiskowymi prowadzone są w różnych ujęciach: historycznym (Janusz Tazbir, Piotr Witek), filozoficznym (Lech Zdybel), społeczno-kulturowym i politycznym (Franciszek Czech), psychologicznym (Michał Bilewicz i jego zespół, Monika Grzesiak-Feldman), retorycznym (Paweł Sarna, Ewelina Tyc).